# Emydura subglobosa
Emydura subglobosa är en sköldpaddsart som beskrevs av  Johann Ludwig Gerard Krefft 1876. Arten ingår i släktet Emydura och familjen ormhalssköldpaddor. IUCN kategoriserar Emydura subglobosa globalt som livskraftig. Det svenska trivialnamnet rödbukad vändhalssköldpadda förekommer för arten.

## Underarter
Arten delas in i följande underarter:
- E. s. subglobosa
- E. s. worrelli

## Utbredning
Emydura subglobosa lever på södra Nya Guinea, och i norra Australien i delstaterna Northern Territory och Queensland.
Underarten Emydura subglobosa subglobosa återfinns på södra Nya Guinea och på Kap Yorkhalvön i norra Queensland. Emydura subglobosa worrelli lever i Northern Territory och Queensland.

## Levnadssätt
Emydura subglobosa lever mestadels i floder, men kan också förekomma i sjöar och laguner.
I det vilda är sköldpaddorna köttätare, de livnär sig mestadels på mollusker, kräftdjur och vattenlevande insekter. I fångenskap trivs de på en fiskbaserad diet.
Honorna lägger i genomsnitt tio ägg i september. Äggen har vita skal och är avlånga. De kan vara mellan 30 och 45 millimeter långa och diametern är cirka 20 millimeter.

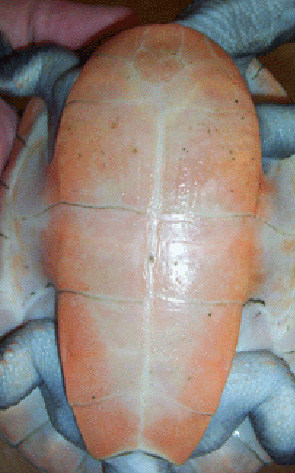
Den karaktäristiska röda bukskölden
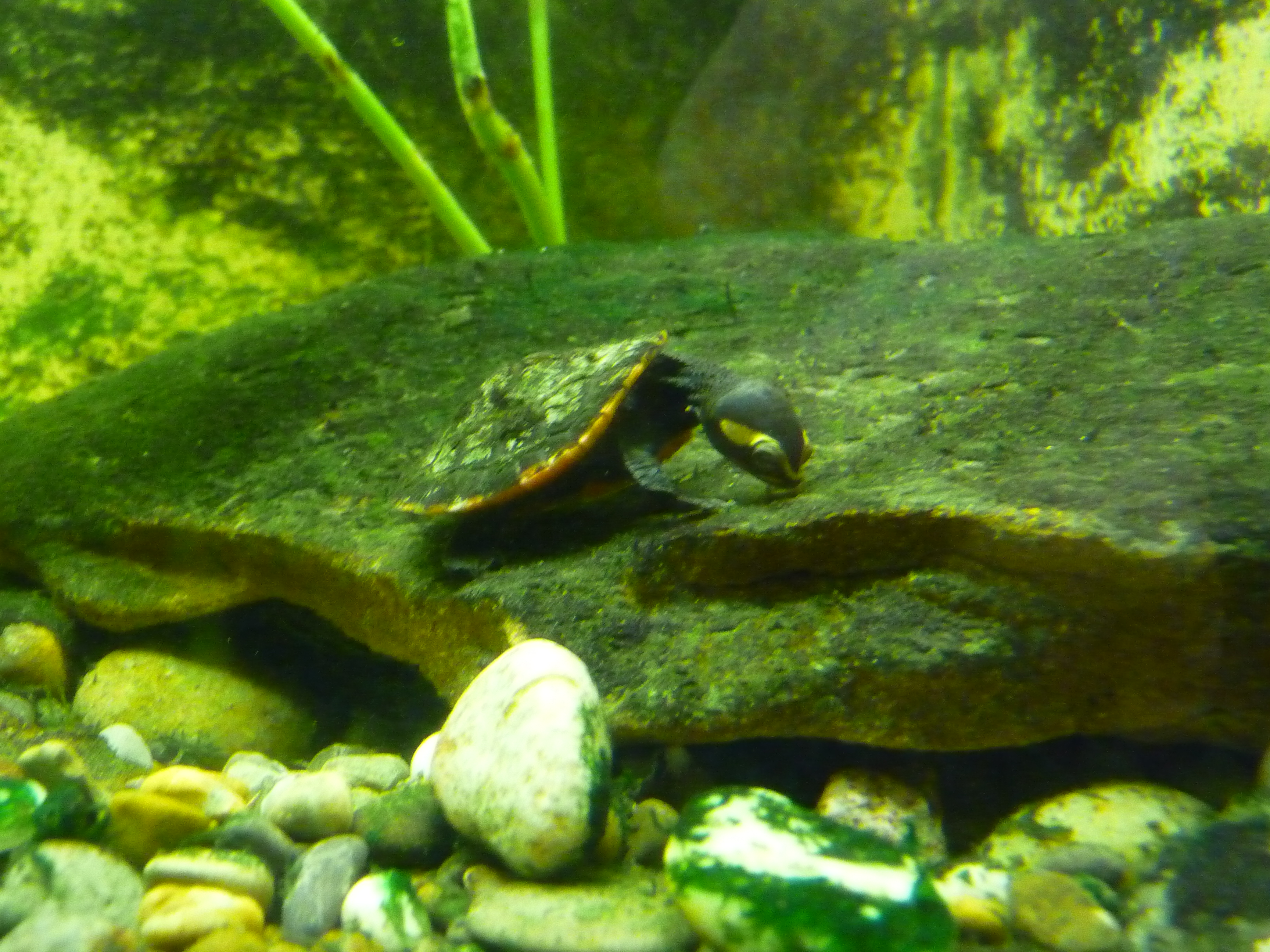
Ungdjur